# Kościół św. Floriana w Zielonej Wsi
Kościół świętego Floriana w Zielonej Wsi – rzymskokatolicki kościół parafialny należący do parafii pod tym samym wezwaniem (dekanat rawicki archidiecezji poznańskiej).
Budowa świątyni została rozpoczęta w kwietniu 1899 roku, dzięki inicjatywie mieszkańców miejscowości, którzy wcześniej przez wiele lat chodzili na nabożeństwa do oddalonego o kilkanaście kilometrów kościoła w Golejewku.
Pracami budowlanymi kierował budowniczy Charaszkiewicz z Ponieca. Pierwsze nabożeństwo zostało odprawione w 1900 roku. Podczas okupacji hitlerowskiej świątynia była jedyną na terenie powiatu rawickiego świątynią katolicką dostępną dla Polaków. Kościół jest budowlą bazylikową, orientowaną, wzniesioną na planie prostokąta. Wybudowany został z klinkierowej cegły, w stylu eklektycznym z  elementami neoromańskimi, neogotyckimi i klasycystycznymi. Wnętrze jest trzynawowe: nawa główna – wysoka oraz boczne – niższe, nakryte kasetonowym stropem. Nawa główna jest zamknięta pięcioosiowym prezbiterium nakrytym sklepieniem gwiaździstym. W ołtarzu głównym znajduje się figura św. Floriana – patrona parafii i równocześnie straży pożarnej, natomiast po bokach są umieszczone rzeźby św. Barbary, św. Bartłomieja. Ściany boczne prezbiterium są ozdobione obrazami z wizerunkami św. Piotra i św. Pawła  oraz trzema oknami witrażowymi. Na arkadach oddzielających nawy znajdują się obrazy przedstawiające sceny biblijne z życia Chrystusa. W nawach bocznych są umieszczone ołtarze Matka Boskiej oraz św. Anny. Ciekawa jest także marmurowa tablica, znajdująca się przy wejściu, poświęcona Karolowi Dykto – głównemu inicjatorowi budowy kościoła.